# Bernd Gottfriedsen
Bernd Gottfriedsen (* 2. März 1911 in Brodersby; † 6. November 1992 in Hermannsburg) war ein deutscher SS-Sturmbannführer, Legationsrat im Auswärtigen Amt und Adjutant des Reichsaußenministers Joachim von Ribbentrop. Nach dem Krieg misslang ihm die angestrebte Wiedereinstellung in den Auswärtigen Dienst, er wurde aber Oberstudienrat im gymnasialen Schuldienst Niedersachsens.

## Leben

### Bis 1945
Der Sohn des evangelischen Pfarrers Peter Gottfriedsen und dessen Ehefrau Bertha-Louise besuchte die humanistische Domschule Schleswig, machte dort 1930 sein Abitur und studierte anschließend bis 1936 an den Universitäten in Wien, Marburg, Berlin und Kiel Geschichte.
Bereits zum 16. Februar 1931, während seiner Wiener Studienzeit, trat Gottfriedsen in die NSDAP (Mitgliedsnummer 440.377) und in die SA ein. In den letzten Jahren seines Studiums an der Universität Kiel war er dort Schulungsleiter des Nationalsozialistischen Deutschen Studentenbundes. Sein Studium schloss er mit dem Ersten Staatsexamen für das gymnasiale Lehramt ab, trat aber nicht in den Schuldienst, sondern ins Englandreferat der Dienststelle Ribbentrop ein und machte schnell Karriere. Von Oktober 1937 bis Kriegsende war er persönlicher Adjutant Ribbentrops, der zunächst Botschafter in London und ab Februar 1938 Reichsminister des Auswärtigen war.
Mit Empfehlung Ribbentrops, der sich, so der Historiker Hans-Jürgen Döscher, „vorzugsweise mit SS-Leuten [umgab]“, trat Gottfriedsen am 1. September 1937 in die SS (SS-Nr. 284.655) ein, avancierte im April 1938 zum SS-Obersturmführer, im Januar 1939 zum SS-Hauptsturmführer und im Januar 1942 zum SS-Sturmbannführer. Im Auswärtigen Amt wurde er im April 1939 zum Legationssekretär, im August 1940 zum Legationsrat und im Mai 1942 zum Legationsrat Erster Klasse ernannt. Als Adjutant Ribbentrops begleitete Gottfriedsen ihn im August 1939 zu den Verhandlungen mit Molotow und Stalin nach Moskau; er ist auf einem Foto anlässlich der Unterzeichnung des Hitler-Stalin-Paktes in der Nacht vom 23. zum 24. August 1939 im Kreml zu sehen.
Zu Gottfriedsens besonderen Aufgaben im persönlichen Stab Ribbentrops gehörte die Leitung des Referats Finanzen/Sonderbauten, das für das Schloss Fuschl, das Ribbentrop nach dem Anschluss Österreichs 1938 in seinen Besitz gebracht hatte, sowie die Beschaffung und Verwahrung von Kunstwerken und die Bewirtschaftung von Sondermitteln zuständig war. Gottfriedsen wurde der Gold- und Devisenfonds im Auswärtigen Amt anvertraut, der 15 Tonnen Gold umfasst und der Finanzierung der „Förderer des nationalsozialistischen Regimes im Ausland“ gedient haben soll.
Im Dezember 1939 heiratete Gottfriedsen Brigitte Agnes Charlotte, geborene Kühn. Aus der Ehe gingen eine Tochter und ein Sohn hervor.

### Nachkriegszeit
Im Mai 1945 wurde Gottfriedsen von Angehörigen der US-Armee verhaftet, geriet in das System des Automatischen Arrests für Funktionsträger aus Partei und Staat und wurde drei Jahre interniert. Während dieser Zeit befragte ihn der stellvertretende US-Hauptankläger für die Nürnberger Prozesse, Robert M. W. Kempner, wiederholt nach der Verwendung und dem Verbleib des von Gottfriedsen betreuten Gold- und Devisenfonds. Gottfriedsen beharrte darauf, das Gold aus Fuschl einer amerikanischen Einheit der 3. oder 7. Armee übergeben zu haben. Der Rest sei in ein Ausweichquartier im Dorf Heiligenstedten bei Itzehoe verbracht worden, von wo der Reichssicherheitsdienst es nach Plön geschafft habe; dort sei das Gold letztendlich von der britischen Armee beschlagnahmt worden.
Nach seiner Entlassung aus der Internierung 1948 musste sich Gottfriedsen 1948 wegen seiner Zugehörigkeit zur SS einem Entnazifizierungsverfahren vor der Bielefelder Spruchkammer unterziehen. Dabei stellten ihm, so Döscher, sowohl Ernst Lemmer, der später unter Konrad Adenauer Minister wurde, als auch der letzte Personalchef des Auswärtigen Amtes, Hans Schröder, „Persilscheine“ zu seiner Entlastung aus. Lemmer rühmte Gottfriedsen als „Mann von vornehmer Gesinnung“, der im Auswärtigen Amt lediglich „mit organisatorischen und verwaltungsmäßigen Aufgaben betraut“ gewesen sei; Schröder, selbst NSDAP-Mitglied, bezeichnete Gottfriedsen als unbedarften Laufburschen Ribbentrops, der „keinerlei Einblick“ in wichtige politische Belange gehabt habe. Gottfriedsen wurde von der Spruchkammer nur „wegen seiner Zugehörigkeit zur SS“ eine Geldstrafe von 3000 DM, ersatzweise fünf Monate Haft, auferlegt, die durch die Anrechnung seiner Internierungszeit abgegolten war.
Die von Gottfriedsen 1952 beantragte Wiederverwendung im Auswärtigen Dienst misslang. Der mit der Prüfung des Antrags beauftragte Referatsleiter in der Personalabteilung kam zu dem Schluss, dass eine Wiedereinstellung nicht zu empfehlen sei, da der Antragsteller unter Ribbentrop Diplomat geworden sei, ohne die erforderliche konsularische Prüfung abgelegt zu haben, und seine Stellung als „reiner Parteimann“ erlangt habe.
1954 bewarb Gottfriedsen sich erfolgreich um eine Lehrerstelle bei der privaten evangelisch-lutherischen Christian-Schule in Hermannsburg bei Celle, die weder ein polizeiliches Führungszeugnis noch einen Entnazifizierungsbescheid verlangte. Nachdem er 1955 die Zulassung zum Studienseminar Lüneburg als außerordentliches Mitglied erhalten hatte, legte er 1956 das Zweite Staatsexamen ab. Als die Christian-Schule 1956 in die Trägerschaft des Landkreises Celle überging, wurde Gottfriedsen als Studienassessor in den staatlichen Schuldienst übernommen. An dem Hermannsburger Gymnasium unterrichtete er weiterhin, ab 1959 als beamteter Studienrat, Geschichte, Geographie und Religion; kurz vor seiner Pensionierung 1976 wurde er noch zum Oberstudienrat befördert.